# Bengt Baron
Bengt Baron, född 6 mars 1962 i Nacka församling, Stockholms län, är en svensk företagsledare och simmare, vars idrottsligt främsta merit är en guldmedalj på 100 meter ryggsim vid de olympiska spelen 1980 i Moskva.

## Biografi
Efter simkarriären studerade han vid Haas School of Business vid University of California i Berkeley där han tog en MBA 1988. Han var VD och koncernchef för statliga Vin & Sprit mellan 2004 och 2008. Baron blev 2009 VD för konfektyrföretaget Leaf och blev VD för Cloetta, när detta bolag gick samman med Leaf 2012. Tidigare har han bland annat arbetat för V&S Absolut Spirits, StepStone, Kodak, McKinsey, Coca-Cola och Frionor.
Baron är styrelseledamot sedan 2011 i Thule Group och tillträdde som styrelseordförande 2018 och har tidigare bland annat haft uppdrag som styrelseledamot i Nordnet, EQ Oy, Sverige-Amerikastiftelsen och Tenson Group.
Baron är styrelseordförande i  Enzymatica sedan 2016 och styrelseledamot i AAK sedan 2017.
Han var sommarpratare i radioprogrammet Sommar i P1 på Sveriges Radio P1 den 26 juni 2015.